# Шахта «Благодатна»
ДВАТ Шахта «Благодатна». Входить до ДХК «Павлоградвугілля». Розташована у місті Павлоград, Дніпропетровської області.
Стала до ладу у 1977 р. Проектна потужність 1,2 млн т вугілля на рік. У 2003 р. видобуто 569 тис.т. вугілля.
Шахтне поле розкрите 2-а центрально-здвоєними стволами. Віднесена до III категорії по метану, небезпечна щодо вибуху вугільного пилу. Розробляє 3 пласта: с5, с4, с1.
Працює 3 очисні вибої (2002 р), оснащені комплексами КД-80 і комбайнами КА-80 та ГШ-200. Прохідницькі роботи виконуються комбайнами ГПКС, КСП-32, 4ПП-2М.
Адреса: 51400, м. Павлоград, Дніпропетровської обл.